# Liste von Skulpturen und Kleindenkmalen in der Altstadt (Dresden)
Diese Liste von Skulpturen und Kleindenkmalen gibt einen Überblick über die Skulpturen, Plastiken, Reliefs, Medaillons, Tafeln, Stelen und anderen Kleindenkmale in der Inneren Altstadt, Pirnaischen Vorstadt, Wilsdruffer Vorstadt und Seevorstadt von Dresden, die in der Liste der Kulturdenkmale in Altstadt I (Dresden) nicht enthalten, aber trotzdem von allgemeinem Interesse sind, unabhängig davon, ob sie unter Denkmalschutz stehen oder nicht.
Dies ist eine Teilliste der Liste von Skulpturen und Kleindenkmalen in Dresden.

## Altstadt I (einschließlich Pirnaische Vorstadt, Wilsdruffer Vorstadt und Seevorstadt)
| Bild | Bezeichnung                                                    | Adresse / Lage                                              | Beschreibung | Künstler                                                                         | Jahr                           |
| ---- | -------------------------------------------------------------- | ----------------------------------------------------------- | --- | -------------------------------------------------------------------------------- | ------------------------------ |
|      | Giebel                                                         | Altmarkt 1 (Lage)                                           | Dachreiter und Giebel vom Haus Altmarkt 1 (Ostseite) in Dresden, erbaut im Jahre MCMLV (1955) |                                                                                  | 1955                           |
|      | Skulptur                                                       | Altmarkt 1                                                  | 2 Sandsteinskulpturengruppen über dem Portal zum „Haus Altmarkt“ | Otto Rost                                                                        | 1955                           |
|      | Skulptur                                                       | Altmarkt 2 (Lage)                                           | Skulpturen am Eingang zum „Altmarktkeller“ (links): Böttcher | Ernst Grämer                                                                     | 1955                           |
|      | Skulptur                                                       | Altmarkt 2                                                  | Skulpturen am Eingang zum „Altmarktkeller“ (rechts): Apotheker | Ernst Grämer                                                                     | 1955                           |
|      | Wandbild                                                       | Altmarkt 2 (Lage)                                           | Natursteinmosaik am Eingang zum „Altmarktkeller“ (Mitte) | Alfred Teichmann (künstlerischer Entwurf), Kurt Wünsche (Ausführung)             | 1956                           |
|      | Relief (Schlussstein)                                          | Altmarkt 5 (Lage)                                           | 2 Reliefs über den Portalen der Ostseite (links): Puppenspieler | Max Lachnit                                                                      | 1955                           |
|      | Relief (Schlussstein)                                          | Altmarkt 7 (Lage)                                           | 2 Reliefs über den Portalen der Ostseite (rechts): Asiatische Mutter mit Kind | Max Lachnit                                                                      | 1955                           |
|      | Gedenkstein                                                    | Altmarkt (Lage)                                             | Gedenkstein zur Erinnerung an die Bombenopfer vom 13./14. Februar 1945 (Inschrift im Januar 2024 entfernt) |                                                                                  |                                |
|      | Relief                                                         | Altmarkt                                                    | Gedenkstätte zur Erinnerung an die Verbrennung der Bombenopfer vom 13./14. Februar 1945 |                                                                                  | 2005                           |
|      | Tafel                                                          | Altmarkt / Kreuzstraße                                      | Gedenktafel zur Erinnerung an Ludwig Tieck am Standort seines ehem. Wohnhauses | Ernst Julius Hähnel                                                              | 1874                           |
|      | Schlussstein                                                   | Altmarkt 6 / Kreuzstraße                                    | Skulptur „Friedenstauben“ | Eva Schwager (* 1927)                                                            | 1954                           |
|      | Mosaik                                                         | Altmarkt / Seestr. 10                                       | Glas-Mosaiksäule mit Reihermotiven | Johannes Beutner (1890–1960)                                                     | 1953–56                        |
|      | Wandbild                                                       | Altmarkt / Seestr. 10                                       | Wandbild im Treppenhaus des ehemaligen „Cafe Prag“ | Hans Kinder                                                                      | 1954                           |
|      | Relief                                                         | Altmarkt / Seestr. 6                                        | Wandrelief in den Arkaden der Westseite: „Ratschaisenträger übergibt einen Liebesbrief“ | Rudolf Wittig                                                                    | 1955                           |
|      | Supraporte                                                     | Altmarkt / Seestr. 12-14-16, am Herbert-Wehner-Platz (Lage) | Drei Reliefs über den Hintereingängen der Häuser | Charlotte Sommer-Landgraf                                                        | 1955                           |
|      | Schlussstein                                                   | Altmarkt 21, Durchgang am Herbert-Wehner-Platz (Lage)       | Schlussstein: Mutter mit Kind über dem Durchgang Webergasse | Lucie Prussog (1900–1990) (Schlussstein), Max Lachnit (Ornamente)                | 1955                           |
|      | Relief                                                         | Altmarkt / Seestr. 4/6 (Lage)                               | 3 Reliefpaare in den Arkaden der Westseite: „Tee- und Reisernte, Getreideernte und Weinlese“ | Max Piroch                                                                       | 1955                           |
|      | Relief                                                         | Altmarkt 21/22 (Lage)                                       | 3 Reliefpaare in den Arkaden der Westseite: „Wartende Männer – Sich schmückende Mädchen“ | Arnd Wittig                                                                      | 1955                           |
|      | Relief                                                         | Altmarkt 23/24 (Lage)                                       | 3 Reliefpaare in den Arkaden der Westseite: „Junge Frauen und Junge Männer in der Freizeit“ | Arnd Wittig                                                                      | 1955                           |
|      | Relief                                                         | Altmarkt 24 (Lage)                                          | Relief Zwei Löwen mit Wappen am nordwestlichen Kopfbau | Max Lachnit                                                                      | 1956                           |
|      | Tafel                                                          | Altmarkt 24                                                 | Gedenktafel zum Dresdner Maiaufstand 1849 | Werner Hempel, Martin Hänisch                                                    | 1956                           |
|      | Relief                                                         | Altmarkt 24 / Wilsdruffer Straße (Lage)                     | Gedenktafel zum Wiederaufbau des nordwestlichen Eckhauses am Altmarkt | Werner Hempel                                                                    | 1956                           |
|      | Relief                                                         | Altmarkt (Lage)                                             | 5 Bronzetüren am Kulturpalast mit Reliefs zur Stadtgeschichte | Gerd Jaeger                                                                      | 1969                           |
|      | Wandfries                                                      | Altmarkt (Lage)                                             | Wandfries im Kulturpalast, Foyer (1. Obergeschoss) | Heinz Drache und Walter Rehn                                                     | 1969                           |
|      | Wandbild                                                       | Altmarkt / Schloßstr. (Lage)                                | Der Weg der Roten Fahne am Kulturpalast | Gerhard Bondzin, Alfred Hesse, Gerhard Stengel                                   | 1966–1968, Übergabe 07.10.1069 |
|      | Skulptur                                                       | Ammonstr. 8 (Lage)                                          | Geflügeltes Rad der Deutschen Reichsbahn am Gebäude der Deutschen Bahn AG |                                                                                  |                                |
|      | Skulptur                                                       | Am Queckbrunnen (Lage)                                      | Queckbrunnen mit Storchenfigur | Manfred Hörnig, 1960er Jahre                                                     | 1960                           |
|      | Relief                                                         | Am See 2                                                    | Relief am ehem. Fernmeldeamt Dresden-Altstadt | Rudolph Hölbe                                                                    |                                |
|      | Relief                                                         | Am Zwingerteich (Lage)                                      | Vier Eckreliefs am Funktionsgebäude der Semperoper | Peter Makolies                                                                   | 1985                           |
|      | Stele                                                          | Am Zwingerteich (Lage)                                      | Robert-Schumann-Stele | Charlotte Sommer-Landgraf                                                        | 1986                           |
|      | Stele                                                          | Am Zwingerteich                                             | Heinrich-Schütz-Stele | Bernd Wilde                                                                      |                                |
|      | Relief                                                         | Am Zwingerteich                                             | Relief eines römischen Streitwagens und kursächsisches Wappen am Marstall | Franz Pettrich, um 1795                                                          | 1795                           |
|      | Tafel I                                                        | An der Frauenkirche 1 (Lage)                                | Gedenktafel zur Erinnerung an die Bombardierung Dresdens im Jahr 1760 |                                                                                  |                                |
|      | Mauer                                                          | An der Frauenkirche (Lage)                                  | Rest-Mauerstück vom Bau der alten Frauenkirche mit einer Werksteinschicht aus der Zeit der Sanierung in den 1920er Jahren, mit der Aufschrift: „Karl Pinkert 1924–1928“. Baumeister Karl Pinkert (1867–1930) gehörte dem Kirchenvorstand an und war an den Arbeiten in leitender Funktion beteiligt. |                                                                                  |                                |
|      | Relief                                                         | An der Frauenkirche 12 (Lage)                               | Wappen der Familie von Cosel am Dreiecksgiebel des Coselpalais | Johann Gottfried Knöffler, um 1762                                               | 1762                           |
|      | Skulptur                                                       | An der Frauenkirche 12                                      | Trophäen auf dem Sims des Coselpalais | Johann Gottfried Knöffler, um 1762                                               | 1762                           |
|      | Skulptur                                                       | An der Frauenkirche 12 (Lage)                               | Kindergruppen mit Trophäenschmuck am Ehrenhof des Coselpalais (linke Seite) | Johann Gottfried Knöffler, um 1762                                               | 1762                           |
|      | Skulptur                                                       | An der Frauenkirche 12                                      | Kindergruppen mit Trophäenschmuck am Ehrenhof des Coselpalais (rechte Seite) | Johann Gottfried Knöffler, um 1762                                               | 1762                           |
|      | Skulptur                                                       | An der Frauenkirche 12 (Lage)                               | Wandbrunnen im Ehrenhof des Coselpalais | Johann Gottfried Knöffler, um 1762 (Kopie 1981)                                  | 1762                           |
|      | Relief                                                         | An der Frauenkirche (Lage)                                  | Bronzeplatte mit altem Stadtplan an der Stelle des Brunnens vom ehem. Maternihospital (zwischen Frauenkirche und Coselpalais) |                                                                                  |                                |
|      | Schlussstein                                                   | An der Frauenkirche 13 (Lage)                               | Hauszeichen am „Haus zum Schwan“ am Neumarkt |                                                                                  |                                |
|      | Skulptur                                                       | An der Frauenkirche 16/17 (Lage)                            | rekonstruierter Wandbrunnen (sog. „Krellbrunnen“) im Innenhof des Zeibig-Hauses, urspr. im Haus Moritzstraße 4 (das einst dem Kanzler Nikolaus Krell gehört hat) |                                                                                  | 1783                           |
|      | Skulptur                                                       | An der Kreuzkirche (Lage)                                   | Denkmal für die Friedensbewegung „Schwerter zu Pflugscharen“ (1982) neben der Kreuzkirche | Lothar Beck                                                                      | 2010                           |
|      | Denkmal                                                        | An der Kreuzkirche (Lage)                                   | Julius-Otto-Denkmal mit ergänztem Kruzianer | Gustav Kietz, erneuert und ergänzt durch Niklas Klotz (2010)                     | 1886                           |
|      | Tafel                                                          | An der Kreuzkirche (Lage)                                   | Gedenktafel für die jüdischen Mitbürger an der Kreuzkirche | Martin Hänisch                                                                   |                                |
|      | Plastik                                                        | Annenstr. 9                                                 | Bronzeplastikgruppe „Zeichnende Kinder“ oder „Spielende Kinder“ vor der Annenschule | Hans Klakow                                                                      | 1961                           |
|      | Plastik                                                        | Annenstr. / Freiberger Platz (Lage)                         | Mutter-Anna-Denkmal (Bronzeplastik für Kurfürstin Anna von Sachsen) | Robert Henze                                                                     | 1869                           |
|      | Relief                                                         | Annenstr. / Freiberger Platz                                | Relief am Seiteneingang der Annenkirche (Eingang E) |                                                                                  |                                |
|      | Relief                                                         | Annenstr. / Annenkirche (Lage)                              | Relief am Seiteneingang der Annenkirche (Eingang C) |                                                                                  |                                |
|      | Relief                                                         | Annenstr. / Annenkirche (Lage)                              | Tafel am Haupteingang der Annenkirche (Eingang A) |                                                                                  | 1769                           |
|      | Skulptur                                                       | Augustusbrücke                                              | Brückenmännchen, dargestellt ist Matteo Foccio, der Erbauer der ersten Dresdner Elbbrücke im 13. Jahrhundert | Gottfried Kühn (Nachbildung 1813)                                                |                                |
|      | Installation                                                   | Augustusbrücke (Lage)                                       | Die Woge (nach einem Holzschnitt von Katsushika Hokusai) | Tobias Stengel (* 1959)                                                          | 2006                           |
|      | Skulptur                                                       | Augustusstraße (Lage)                                       | Giebel über dem Seiteneingang zum Ständehaus mit Saxonia auf dem Löwen | Bruno Fischer                                                                    |                                |
|      | Skulptur                                                       | Augustusstr.                                                | Portal am Ständehaus (Seiteneingang) mit zwei Atlanten (oder Giganten) | Selmar Werner                                                                    |                                |
|      | Plastik                                                        | Bernhard-von-Lindenau-Platz (Lage)                          | Bronzeplastik vor dem Landtagsgebäude: „Nike 89“ – Für Freiheit und Demokratie – Das Land Sachsen | Wieland Förster                                                                  | 1999                           |
|      | Relief                                                         | Blochmannstr. 1 (Lage)                                      | Sandstein-Relief „Musizierende Kinder beim Karneval“ am Haus Blochmannstraße 1 | Magdalene Kreßner                                                                | 1955                           |
|      | Skulptur                                                       | Blochmannstr. 2 (Lage)                                      | Skulptur „Doppler“ vor dem Naturdenkmal der Eiben neben der ehem. Musikhochschule (zwischenzeitlich entfernt) | Rüdiger Schöll                                                                   | 1998                           |
|      | Tafel                                                          | Brühlsche Gasse / Töpferstr.                                | Tafel zur Erinnerung an die erste Wohnung von Richard Wagner |                                                                                  |                                |
|      | Skulptur / Plastik                                             | Brühlsche Terrasse (Lage)                                   | Vier Tageszeiten an der Treppe zur Brühlschen Terrasse: Der Morgen | Johannes Schilling, 1869 in Sandstein, 1908 in Bronze                            | 1908                           |
|      | Skulptur / Plastik                                             | Brühlsche Terrasse                                          | Vier Tageszeiten an der Treppe zur Brühlschen Terrasse: Der Mittag | Johannes Schilling, 1869 in Sandstein, 1908 in Bronze                            | 1908                           |
|      | Skulptur / Plastik                                             | Brühlsche Terrasse                                          | Vier Tageszeiten an der Treppe zur Brühlschen Terrasse: Der Abend | Johannes Schilling, 1869 in Sandstein, 1908 in Bronze                            | 1908                           |
|      | Skulptur / Plastik                                             | Brühlsche Terrasse                                          | Vier Tageszeiten an der Treppe zur Brühlschen Terrasse: Die Nacht | Johannes Schilling, 1869 in Sandstein, 1908 in Bronze                            | 1908                           |
|      | Relief                                                         | Brühlsche Terrasse                                          | Relief Kant (an der Sekundogenitur) |                                                                                  |                                |
|      | Relief                                                         | Brühlsche Terrasse                                          | Relief Platon (an der Sekundogenitur) |                                                                                  |                                |
|      | Denkmal                                                        | Brühlsche Terrasse                                          | Denkmal für Ernst Rietschel Porträtbüste mit 3 Relieffiguren „Geschichte“, „Religion“ und „Poesie“ und 3 Knaben mit den Tätigkeiten „Zeichnen“, „Modellieren“ und „Meißeln“ | Johannes Schilling                                                               | 1876                           |
|      | Tafel                                                          | Brühlsche Terrasse                                          | Tafel zur Erinnerung an den Brühlschen Pavillon, in dem sich die Technische Bildungsanstalt Dresden (1828–1833) befand | Martin Hänisch                                                                   |                                |
|      | Plastik                                                        | Brühlsche Terrasse (Lage)                                   | Plastik Sieben Bastionen: Berstende Erdkugel mit 7 Bodenplatten für die Bastionen der ehem. Dresdner Festung: Sol, Luna, Saturn, Merkur, Jupiter, Venus und Mars | Vinzenz Wanitschke                                                               | 1990                           |
|      | Plastik                                                        | Brühlsche Terrasse / Münzgasse (Lage)                       | Edelstahl-Drahtplastik: Dresdner Spirale | Hans-Volker Mixsa                                                                | 1989                           |
|      | Plastik                                                        | Brühlsche Terrasse / Kunstakademie / Ausstellungsgebäude    | Fama (mit Fanfare und Siegeskranz, den Ruhm verkündend), früher als Nike bezeichnet, auf der Kuppel des Kunstausstellungsgebäudes | Robert Henze                                                                     |                                |
|      |                                                                | Brühlsche Terrasse                                          | Liste von Skulpturen, Reliefs und Medaillons an der Kunstakademie (Dresden) |                                                                                  |                                |
|      | Plastik                                                        | Brühlsche Terrasse                                          | Denkmal für Gottfried Semper | Johannes Schilling                                                               | 1892                           |
|      | Skulptur                                                       | Brühlsche Terrasse                                          | Delphinbrunnen: Putto mit Delphin | François Coudray                                                                 | 1749                           |
|      | Plastik                                                        | Brühlsche Terrasse                                          | Caspar-David-Friedrich-Denkmal in Anlehnung an die Gemälde Caspar David Friedrich in seinem Atelier | Wolf-Eike Kuntsche                                                               | 1990                           |
|      | Denkmal                                                        | Brühlsche Terrasse (Lage)                                   | Ludwig-Richter-Denkmal | Eugen Kircheisen, 1942 eingeschmolzen; 2013 neu geschaffen von Markus Gläser     | 1898                           |
|      | Skulptur                                                       | Brühlsche Terrasse (Lage)                                   | Sphinx vom ehem. Belvedere | Gottfried Knöffler, um 1750                                                      | 1750                           |
|      | Skulptur                                                       | Brühlsche Terrasse                                          | Sphinx vom ehem. Belvedere | Gottfried Knöffler, um 1750                                                      | 1750                           |
|      | Stele                                                          | Brühlsche Terrasse                                          | Böttger-Stele | Peter Makolies                                                                   | 1982                           |
|      |                                                                | Brühlsche Terrasse                                          | Liste der Skulpturen und Reliefs am Albertinum |                                                                                  |                                |
|      | Skulptur                                                       | Brühlsche Terrasse / Terrassenufer (Lage)                   | Moritzmonument an der Brühlschen Terrasse | Hans Walther II                                                                  | 1555                           |
|      | Skulptur                                                       | Carolabrücke / Rathenauplatz                                | Linke Skulptur „Elbe in Bewegung“ (Meeresgott auf Hypokampen) | Friedrich Offermann                                                              | 1907                           |
|      | Skulptur                                                       | Carolabrücke / Rathenauplatz                                | Rechte Skulptur „Elbe in Ruhe“ (Nymphe auf Hypokampen) | Friedrich Offermann                                                              | 1907                           |
|      | Skulptur                                                       | Dippoldiswalder Platz / Trompetergasse (Lage)               | Fassadenfigur vom ehem. Trompeterschlösschen (1945 zerstört und aus den Trümmern geborgen) | Paul Polte, neuaufgestellt 2009                                                  | 1929                           |
|      | Skulptur                                                       | Dippoldiswalder Platz / Trompetergasse                      | Fassadenfigur vom ehem. Trompeterschlösschen (1945 zerstört und aus den Trümmern geborgen) | Paul Polte, neuaufgestellt 2009                                                  | 1929                           |
|      | Plastik                                                        | Dr.-Külz-Ring / Wallstr. (Lage)                             | Plastik Sonne-Mond (Tag und Nacht) | Vinzenz Wanitschke                                                               | 1975                           |
|      | Säule                                                          | Dr.-Külz-Ring 13                                            | Säule (Diabas) | Gerd Jaeger, Gerhard Kettner                                                     | 1958                           |
|      | Säule                                                          | Dr.-Külz-Ring 13                                            | Säule (Meißner Porzellan) im Verkaufsraum | Rudolf Sitte                                                                     | 1958                           |
|      | Plastik                                                        | Elbterrasse (Lage)                                          | Bronzeplastik Dostojewski-Denkmal | Alexander Rukawischnikow                                                         | 2006                           |
|      | Plastik                                                        | Ferdinandplatz                                              | Plastik Granate (nicht mehr vorhanden) | Peter Makolies                                                                   | 1998                           |
|      | Säule                                                          | Freiberger Platz (Lage)                                     | Bronzeplastik Turmspringerin an der Schwimmhalle | Hans Steger, fertiggestellt durch Wilhelm Landgraf und Helmut Heinze             | 1963–68                        |
|      | Säule                                                          | Freiberger Straße (Lage)                                    | Kursächsische Postmeilensäule |                                                                                  |                                |
|      | Plastik                                                        | Freiberger Str. (Lage)                                      | Metallplastik Tierkreiszeichen (Windspiel) |                                                                                  |                                |
|      | Plastik                                                        | Freiberger Str. 18 (Lage)                                   | Büste Elsa Fenske (1899–1946) im Park des Seniorenheims | Eva Schwager (* 1927)                                                            |                                |
|      | Plastik                                                        | Georgplatz                                                  | Bronzeplastik: Körnerdenkmal | Ernst Julius Hähnel                                                              | 1871                           |
|      | Plastik                                                        | Georg-Treu-Platz (Lage)                                     | Bronzeplastik Großer Trauernder | Wieland Förster                                                                  | 1983                           |
|      | Relief                                                         | Gewandhausstr.                                              | Wappen-Relief am Gewandhaus-Portal |                                                                                  |                                |
|      | Supraporte                                                     | Gewandhausstr. 2                                            | Wandbild über einem Tor am ehemaligen Fischgeschäft | Ernst Günter Neumann (* 1928)                                                    | 1958                           |
|      | Skulptur                                                       | Gewandhausstr. (Lage)                                       | Dinglingerbrunnen des zerstörten Dinglingerhauses, am Gewandhaus | Matthäus Daniel Pöppelmann, restauriert von Werner Hempel                        | 1966                           |
|      | Plastik                                                        | Gret-Palucca-Str.                                           | Bronzeplastik „Zwei Seelöwen“ im Innenhof des Seniorenheims Seevorstadt (nicht mehr vorhanden, jetzt im Lapidarium eingelagert) | Susanne Voigt                                                                    | 1965                           |
|      | Formsteinwand                                                  | Grunaer Straße 5                                            | Formsteinwand (Beton) | Karl-Heinz Adler, Friedrich Kracht                                               | 1974                           |
|      | Schlussstein                                                   | Grunaer Str. 7                                              | Schlussstein am Portal |                                                                                  | 1955                           |
|      | Formsteinwand                                                  | Grunaer Str. 18                                             | Formsteinwand (Beton) | Karl-Heinz Adler, Friedrich Kracht                                               | 1974                           |
|      | Skulptur                                                       | Grunaer Str.                                                | Skulpturengruppe „Junge Pioniere“ | Kurt Loose                                                                       | 1953–54                        |
|      | Schlussstein                                                   | Grunaer Str. 41                                             | Schlussstein am Portal |                                                                                  | 1955                           |
|      | Plastik                                                        | Güntzstr. 3 (Lage)                                          | Bronzegruppe „Bauarbeiter und Lehrling“ oder „Meister und Lehrling“ vor der Berufsschule Güntzstr. | Wilhelm Landgraf                                                                 | 1959–61                        |
|      | Skulptur                                                       | Güntzstr. 5 (Lage)                                          | Skulptur Familie | Detlef Herrmann                                                                  |                                |
|      | Tafel                                                          | Hans-Dankner-Str. 5d                                        | Gedenktafel zur Erinnerung an Christian Daniel Rauch |                                                                                  |                                |
|      | Skulptur                                                       | Hasenberg (Lage)                                            | Denkmal zur Erinnerung an die Alte Synagoge von Gottfried Semper als sechsarmige Menora | Friedemann Döhner                                                                | 1975                           |
|      | Installation                                                   | Hasenberg                                                   | Verlauf des Kaitzbachs, Installation „Aqualux“ auf der Wiese am ehem. Gondelhafen am Hasenberg | Kirsten Kaiser                                                                   | 2003                           |
|      | Skulptur                                                       | Jüdenhof (Lage)                                             | Türkenbrunnen mit Siegesgöttin Viktoria, anlässlich des Sieges in der Schlacht am Kahlenberg über die Türken bei Wien (1683), urspr. als Friedensbrunnen errichtet (1649) | Conrad Max Süßner, Kopie: Egmar Ponndorf, 1969                                   | 1683                           |
|      | Relief                                                         | Jüdenhof                                                    | Tafel am Türkenbrunnen über den glücklichen Sieg von Johann Georg III. bei der Schlacht in Wien | Conrad Max Süßner                                                                | 1683                           |
|      | Stein                                                          | Jüdenhof (Lage)                                             | Krellstein vor dem Johanneum zur Erinnerung an die Hinrichtung von Nikolaus Krell |                                                                                  |                                |
|      | Giebel                                                         | Jüdenhof (Lage)                                             | Wappengiebel am Johanneum |                                                                                  |                                |
|      | Giebel                                                         | Jüdenhof (Lage)                                             | Medaillons am Johanneum in Dresden (links: Herzog Heinrich und Kurfürst Moritz) |                                                                                  |                                |
|      | Giebel                                                         | Jüdenhof (Lage)                                             | Medaillons am Johanneum in Dresden (rechts: Kurfürst August und Herzog Christian) |                                                                                  |                                |
|      | Skulptur                                                       | Jüdenhof                                                    | Kinderfiguren an der Treppe zum Johanneum | Christian Behrens                                                                | 1876                           |
|      | Wandbild                                                       | Kanzleigasse (Lage)                                         | Kratzputz, Palucca (1902–1993) tanzt: „Ich will nicht hübsch und lieblich tanzen“. |                                                                                  |                                |
|      | Tafel                                                          | Kleine Brüdergasse (Lage)                                   | Gedenktafel zur Erinnerung an den Kirchencompositeur Jan Dismas Zelenka (1679–1745) | Vinzenz Wanitschke                                                               | 1995                           |
|      | Skulptur                                                       | Könneritzstr. 11 / Ritzenbergstr.                           | Skulptur am Giebel des Hauses Könneritzstr. 11 |                                                                                  |                                |
|      | Stele                                                          | Kramergasse (Lage)                                          | Skulptur „Labyrinthstein“ | Agnes Barmettler                                                                 | 2012                           |
|      | Relief                                                         | Landhausstr. 4 (Lage)                                       | Wappen am Giebel des Palais Beichlingen |                                                                                  |                                |
|      | Installation                                                   | Landhausstr. / Wilsdruffer Str. (Lage)                      | Denkmal für den Kaitzbach oder „Treibgut“ (Halbkugel aus Stahl) im Rahmen des Kunstprojekts „Mnemosyne“ | Angela Hampel                                                                    | 2000                           |
|      | Formsteinwand                                                  | Lingneralle 3                                               | Formsteinwand (Beton) |                                                                                  |                                |
|      | Keramikwand                                                    | Lingneralle 3                                               | Keramikwand Mikrokosmos-Makrokosmos | Roswitha Oehme-Heintze                                                           | 1986                           |
|      | Plastik                                                        | Lingneralle 3                                               | Bronzeplastik Sinnende | Horst Brühmann                                                                   | 1976                           |
|      | Skulptur                                                       | Lothringer Str. (Lage)                                      | Skulptur „Gesetz“ am Landgericht Dresden (links) | Johannes Schilling                                                               | 1891                           |
|      | Skulptur                                                       | Lothringer Str. (Lage)                                      | Skulptur „Rechtsspruch“ am Landgericht Dresden (rechts) | Johannes Schilling                                                               | 1891                           |
|      | Skulptur                                                       | Lothringer Str. / Sachsenplatz (Lage)                       | Sandsteinskulptur Torso am Sachsenplatz | Michael Göttsche                                                                 | 1976                           |
|      | Skulptur                                                       | Mathildenstr.                                               | Skulptur Sitzender Bär an der Schule Mathildenstr. | Viktoria Krüger                                                                  | 1964                           |
|      | Plastik                                                        | Neumarkt (Lage)                                             | Lutherdenkmal | Adolf von Donndorf, Entwurf für den Kopf von Ernst Rietschel                     | 1885                           |
|      | Skulptur                                                       | Neumarkt 8 (Lage)                                           | Skulptur Salomo an der früheren Salomonis-Apotheke | Kopie von 2005 außen am Haus                                                     | 2005                           |
|      | Skulptur                                                       | Neumarkt 8                                                  | Skulptur Salomo an der früheren Salomonis-Apotheke | Original von 1753 im Restaurant                                                  | 1753                           |
|      | Plastik                                                        | Neumarkt 9 (Lage)                                           | Denkmal Friedrich August II. mit den Tugenden: Gerechtigkeit, Stärke, Weisheit und Frömmigkeit | Ernst Julius Hähnel                                                              | 1867                           |
|      | Relief                                                         | Neumarkt 9 (Lage)                                           | Buchstabenstein am Hôtel de Saxe (Kopie des Originals in Meißen) |                                                                                  |                                |
|      | Fries                                                          | Neumarkt 12 (Lage)                                          | Kinderfries am Renaissanceerker des ehem. Wohnhauses von Heinrich Schütz | Christoph Walther I                                                              | 1535                           |
|      | Tafel                                                          | Neumarkt 12                                                 | Tafel am ehem. Wohnhaus von Heinrich Schütz |                                                                                  |                                |
|      | Portal                                                         | Neumarkt / Frauenstr. 14 (Lage)                             | Janus-Portal am Köhlerschen Haus (Böttchermeister und Weinhändler) |                                                                                  |                                |
|      | Skulptur                                                       | Neumarkt / Frauenstr. 14 (Lage)                             | Eckerker mit Putten zum Böttcherhandwerk am Köhlerschen Haus (Böttchermeister und Weinhändler) |                                                                                  |                                |
|      | Skulptur                                                       | Neumarkt / Augustusstr. (Lage)                              | Skulptur des Bildhauers Benvenuto Cellini am Johanneum | Christian Behrens                                                                |                                |
|      | Relief                                                         | Neumarkt / Augustusstr.                                     | Reliefbildnis Augusts des Starken am Johanneum | Johann Benjamin Thomae (urspr. am Palais Wackerbarth)                            |                                |
|      | Relief                                                         | Neumarkt / Stallhof (Lage)                                  | Relief Kurfürst Christian I. an der Rückseite des Johanneums | Christian Behrens                                                                |                                |
|      | Skulptur                                                       | Ostra-Allee (Lage)                                          | 2 Liegefiguren mit Theatermasken am Giebel des Schauspielhauses | Georg Wrba                                                                       | 1913                           |
|      | Skulptur                                                       | Ostra-Allee (Lage)                                          | Kinderfiguren auf der Balustrade am Schauspielhaus | Oskar Döll                                                                       | 1913                           |
|      |                                                                | Ostra-Allee                                                 | Liste von Skulpturen am Dresdner Zwinger |                                                                                  |                                |
|      | Relief                                                         | Ostra-Allee / An der Herzogin Garten (Lage)                 | Portal des ehemaligen Orangeriegebäudes „An der Herzogin Garten“ |                                                                                  |                                |
|      | Skulptur                                                       | Ostra-Allee / An der Herzogin Garten (Lage)                 | Nischenfigur der Pomona an der Orangerie „An der Herzogin Garten“ | Ernst Hähnel                                                                     | 1841                           |
|      | Skulptur                                                       | Ostra-Allee / An der Herzogin Garten (Lage)                 | Nischenfigur der Flora an der Orangerie „An der Herzogin Garten“ | Ernst Hähnel                                                                     | 1841                           |
|      | Plastik                                                        | Ostra-Allee (Lage)                                          | Bronzeplastik auf dem Dach des Penck-Hotels: „Standart T(x)“ | A. R. Penck                                                                      | 1995                           |
|      | Beton-Relief                                                   | Ostra-Allee 20                                              | Relief „Der Produktionsprozess der Zeitung“ im Innenhof am Haus der Presse | Rudolf Sitte                                                                     | 1967                           |
|      | Plastik                                                        | Ostra-Allee 20                                              | Bronzeplastik einer Tänzerin | Ursula Naumann                                                                   | 1967                           |
|      | Denkmal                                                        | Pillnitzer Str. 9 / Gerichtsstraße                          | Kleist-Denkmal, Gedenktafeln von seinem ehem. Wohnhaus „Äußere Rampische Gasse“ | Richard König (1906)                                                             | 2011                           |
|      | Gedenkstein                                                    | Pillnitzer Str. / Mathildenstr. (Lage)                      | Gedenkstein zur Erinnerung an das Gefängnis Mathildenstraße | Johannes Peschel                                                                 | 1975                           |
|      | Formsteinwand                                                  | Pillnitzer Str. Ecke Blochmannstr.                          | Formsteinwand (Beton) | Karl-Heinz Adler, Friedrich Kracht                                               | 1974                           |
|      | Installation                                                   | Pillnitzer Str. (Lage)                                      | „Denkort Johanneskirche“, eine Kugel und 10 Bodenplatten vor dem St.-Benno-Gymnasium | Tobias Stengel (* 1959)                                                          | 2000                           |
|      | Skulptur                                                       | Pirnaischer Platz (Lage)                                    | Glasbrunnen | Leoni Wirth                                                                      | 1975                           |
|      | Brunnen                                                        | Postplatz / Sophienstr.                                     | Eckbrunnen an der südlichen Ecke des Zwingers |                                                                                  |                                |
|      | Installation                                                   | Postplatz                                                   | Klangmomente vor dem Wilsdruffer Kubus | Erwin Stache                                                                     | 2009                           |
|      | Installation                                                   | Postplatz (Lage)                                            | Wasservorhang (Waterscreen) | Rainer Splitt                                                                    | 2007                           |
|      | Brunnen                                                        | Postplatz (Lage)                                            | Trinkbrunnen | Rolf Roeder                                                                      |                                |
|      | Tafel                                                          | Postplatz                                                   | Gedenktafel zum Dresdner Maiaufstand 1849 | Martin Hänisch                                                                   |                                |
|      | Installation                                                   | Postplatz (Lage)                                            | Denkmal zur Erinnerung an den Aufstand vom 17. Juni 1953 (T34-Panzerkette) | Heidemarie Dreßel                                                                | 2008                           |
|      | Installation                                                   | Postplatz (Lage)                                            | Mahnmal für die um 1963 zerstörte Ruine der Sophienkirche (Erinnerung an die Busmannkapelle) | Gedenktafel zur Busmannkapelle von Einhart Grotegut                              |                                |
|      | Skulptur                                                       | Prager Str. / Hauptbahnhof (Lage)                           | Skulptur Saxonia mit den Allegorien „Wissenschaft“ und „Technik“ | Friedrich Rentsch                                                                | 1895                           |
|      | Mosaikbild                                                     | Prager Str. 2c                                              | Natursteinmosaik „Newalandschaft mit St. Petersburg“ am Hotel | Franz Tippel                                                                     |                                |
|      | Formsteinwand                                                  | Prager Str. 2c                                              | Formsteinwand am Hotel | Karl-Heinz Adler, Friedrich Kracht, Dieter Graupner                              | 1969                           |
|      | Wandbild (Keramikmalerei)                                      | Prager Str. 3b/Wiener Platz                                 | Wandbild „Dresden grüßt seine Gäste“ am ehem. Restaurant Bastei | Kurt Sillack (künstlerischer Entwurf), Rudolf Lipowski (Ausführung)              | 1969                           |
|      | Plastik                                                        | Prager Str.                                                 | Bronzeplastik: „Tischlein, deck dich“ | Karl Schönherr, 1970er Jahre                                                     | 1977                           |
|      | Gedenkstein                                                    | Prager Straße (Lage)                                        | Gedenkstein-Pflasterung zur Erinnerung an die Montagsdemonstrationen und die Wahl der Gruppe der 20 am 8. Oktober 1989 hier auf der Prager Straße |                                                                                  |                                |
|      | Skulptur                                                       | Prager Str. (Lage)                                          | Pusteblumenbrunnen (hier nur Teile, Originalbrunnen in Prohlis) | Leoni Wirth und Peter Bergmann (Ausführung), 2003–04 neugestaltet                | 1969                           |
|      | Großplastik                                                    | Prager Str. (Lage)                                          | Edelstahl-Plastik „Völkerfreundschaft“ | Wolf-Eicke Kuntsche, Peter Bergmann                                              | 1986                           |
|      | Gedenkstein                                                    | Prager Straße (Lage)                                        | Gedenkstein an die Ermordung des Arztes Rainer Fetscher am 8. Mai 1945 hier auf der Prager Straße | Initiative von Hans-Jürgen Westphal                                              | 2013                           |
|      | Brunnen                                                        | Prager Str.                                                 | Trinkbrunnen | Vinzenz Wanitschke                                                               | 1969                           |
|      | Fries                                                          | Prager Str. 6                                               | Umlaufender Fries am Rundkino (Stahl-Hohlprofile) | Gerhard Papstein, Günter Gera                                                    | 1972                           |
|      | Formsteinwand                                                  | Prager Str. 7 (Rückseite)                                   | Formsteinwand am Hotel | Johannes Peschel, Egmar Ponndorf, Vinzenz Wanitschke                             | 1971                           |
|      | Sandsteinskulptur                                              | Prager Str. 7 (Rückseite)                                   | „Türke“ – Kopie des Originals aus dem ehem. „Türkischen Garten“ in Dresden, Große Plauensche Gasse (jetzt im Palais im Großen Garten) | Johann Benjamin Thomae (zugeschrieben)                                           | 1718/1719, aufgestellt 2020    |
|      | Sandsteinskulptur                                              | Prager Str. 7 (Rückseite)                                   | „Polnischer Bojar“ – Kopie des Originals aus dem ehem. „Türkischen Garten“ in Dresden, Große Plauensche Gasse (jetzt im Palais im Großen Garten) | Johann Benjamin Thomae (zugeschrieben)                                           | 1718/1719, aufgestellt 2020    |
|      | Plastik                                                        | Prager Str.                                                 | Plastik Ringende Kinder auf dem nördlichen Touristenhof Prager Str. (nicht mehr vorhanden) | Siegfried Schreiber                                                              | 1968–70                        |
|      | Plastik                                                        | Prager Str.                                                 | Bronzeplastik „Lesendes Mädchen“ auf dem nördlichen Touristenhof Prager Str. (nicht mehr vorhanden), jetzt Gostritzer Str. 10 | Johannes Peschel                                                                 | 1968–71                        |
|      | Plastik                                                        | Prager Str.                                                 | Plastik Mütter mit Kindern auf dem nördlichen Touristenhof Prager Str. (nicht mehr vorhanden) | Karl Schönherr                                                                   | 1969–73                        |
|      | Plastik                                                        | Rathausplatz (Lage)                                         | Goldener Rathausmann auf Rathausturm | Richard Guhr                                                                     | 1908                           |
|      | Skulptur                                                       | Rathausplatz                                                | 16 Skulpturen an der Aussichtsplattform des Rathausturms – Allegorien der Tugenden: Wahrheit, Gerechtigkeit, Güte, Weisheit, Aufopferung, Stärke, Beharrlichkeit, Mut, Treue, Glaube, Frömmigkeit, Barmherzigkeit, Hoffnung, Liebe, Klugheit und Wachsamkeit                                         | August Schreitmüller, Peter Pöppelmann, Bruno Fischer und Arthur Selbmann        | 1907–08                        |
|      | Skulptur                                                       | Rathausplatz                                                | 16 Skulpturen an der Aussichtsplattform des Rathausturms – Allegorien der Tugenden: Barmherzigkeit und Frömmigkeit | Peter Pöppelmann, Bruno Fischer und Arthur Selbmann                              | 1907–08                        |
|      | Skulptur                                                       | Rathausplatz                                                | 16 Skulpturen an der Aussichtsplattform des Rathausturms – Allegorien der Tugenden: Gerechtigkeit und Wahrheit | August Schreitmüller                                                             | 1907–08                        |
|      | Skulptur                                                       | Rathausplatz                                                | 16 Skulpturen an der Aussichtsplattform des Rathausturms – Allegorien der Tugenden: Glaube und Treue | August Schreitmüller, Peter Pöppelmann, Bruno Fischer und Arthur Selbmann        | 1907–08                        |
|      | Skulptur                                                       | Rathausplatz                                                | 16 Skulpturen an der Aussichtsplattform des Rathausturms – Allegorien der Tugenden: Liebe und Hoffnung | Peter Pöppelmann, Bruno Fischer und Arthur Selbmann                              | 1907–08                        |
|      | Skulptur                                                       | Rathausplatz                                                | 16 Skulpturen an der Aussichtsplattform des Rathausturms – Allegorien der Tugenden: Mut und Beharrlichkeit | August Schreitmüller                                                             | 1907–08                        |
|      | Skulptur                                                       | Rathausplatz                                                | 16 Skulpturen an der Aussichtsplattform des Rathausturms – Allegorien der Tugenden: Stärke und Aufopferung | Peter Pöppelmann, Bruno Fischer und Arthur Selbmann                              | 1907–08                        |
|      | Skulptur                                                       | Rathausplatz                                                | 16 Skulpturen an der Aussichtsplattform des Rathausturms – Allegorien der Tugenden: Wachsamkeit und Klugheit | Peter Pöppelmann, Bruno Fischer und Arthur Selbmann                              | 1907–08                        |
|      | Skulptur                                                       | Rathausplatz                                                | 16 Skulpturen an der Aussichtsplattform des Rathausturms – Allegorien der Tugenden: Weisheit und Güte | August Schreitmüller                                                             | 1907–08                        |
|      | Gittertüren                                                    | Rathausplatz / Dr.-Külz-Ring 19                             | vergoldete Gittertüren am Eingang zum Rathaus (Ostflügel) | Karl Groß                                                                        | 1910                           |
|      | Plastik                                                        | Rathausplatz                                                | Zwei Bronzelöwen | Georg Wrba                                                                       | 1910                           |
|      | Plastik                                                        | Rathausplatz                                                | Bronzeplastik „Bacchus auf dem trunkenen Esel reitend“ | Georg Wrba                                                                       | 1910                           |
|      | Relief                                                         | Rathausplatz / Kreuzstr.                                    | Relief Trinkender Bacchus-Knabe am Rathaus |                                                                                  |                                |
|      | Wappenstein                                                    | Rathausplatz                                                | 7 Wappensteine der Partnerstädte am Rathaus (Ostseite), hier Coventry und Breslau |                                                                                  |                                |
|      | Wandmalerei                                                    | Rathausplatz                                                | Kuppel des Treppenhauses im Neuen Rathaus (Ostflügel) | Otto Gussmann                                                                    | 1910–14                        |
|      | Plastik                                                        | Rathausplatz                                                | Denkmal der Trümmerfrau | Walter Reinhold                                                                  | 1952                           |
|      | Installation                                                   | Reitbahnstr. 2                                              | Margonwasser-Werbung | unter Denkmalschutz                                                              |                                |
|      | Relief                                                         | Reitbahnstr. 6                                              | Schiefer-Relief: Trompeterschlösschen – Motive aus der Dresdner Geschichte | Kurt Mann                                                                        | 1963                           |
|      | 3 Plastiken: Rosmerta, Sirona und Epona (keltische Gottheiten) | Salzgasse 4 (Lage)                                          | Plastik „Epona“ am Hoteleingang Salzgasse | Paul Mersmann                                                                    |                                |
|      | 3 Plastiken: Rosmerta, Sirona und Epona (keltische Gottheiten) | Salzgasse 4 (Lage)                                          | Plastik „Rosmerta“ am Hotel Salzgasse | Paul Mersmann                                                                    |                                |
|      | Skulptur                                                       | Schießgasse (Lage)                                          | Trophäenschmuck auf dem Dachgesims des Polizeipräsidiums | um 1895                                                                          | 1895                           |
|      | Schlussstein                                                   | Schießgasse (Lage)                                          | 3 Schlusssteine über den Portalen zum Polizeipräsidium (Wachmann, Justitia und Verbrecher) | um 1895                                                                          | 1895                           |
|      | Skulptur                                                       | Schloßplatz                                                 | Reiterstandbild Georg der Bärtige am Georgentor | Christian Behrens, um 1890                                                       | 1890                           |
|      | Tafel                                                          | Schloßplatz / Chiaverigasse                                 | Gedenktafel an den Bau des Georgentors durch Herzog Georg den Bärtigen, 1534–1537 |                                                                                  |                                |
|      | Tafel                                                          | Schloßplatz                                                 | Wahlspruch der Wettiner: „PROVIDENTIAE MEMOR“ (Der Vorsehung eingedenk) am Georgentor |                                                                                  |                                |
|      | Portal                                                         | Schloßplatz                                                 | Figurenschmuck mit kursächsischem Wappen und Gedenktafel am Jagdtor |                                                                                  |                                |
|      | Plastik                                                        | Schloßplatz (Lage)                                          | Friedrich-August-Denkmal, bis 1929 im Zwinger, danach bis 2005 am Japanischen Palais | Ernst Rietschel                                                                  | 1843                           |
|      | Plastik                                                        | Schloßplatz                                                 | Plastiken der Tugenden am Friedrich-August-Denkmal: Gerechtigkeit | Ernst Rietschel                                                                  | 1843                           |
|      | Plastik                                                        | Schloßplatz                                                 | Plastiken der Tugenden am Friedrich-August-Denkmal: Milde | Ernst Rietschel                                                                  | 1843                           |
|      | Plastik                                                        | Schloßplatz                                                 | Plastiken der Tugenden am Friedrich-August-Denkmal: Frömmigkeit | Ernst Rietschel                                                                  | 1843                           |
|      | Plastik                                                        | Schloßplatz                                                 | Plastiken der Tugenden am Friedrich-August-Denkmal: Weisheit | Ernst Rietschel                                                                  | 1843                           |
|      | Relief                                                         | Schloßplatz                                                 | Wappen der Wettiner und das sächsische Wappen unter der Königskrone im Giebelbereich des Ständehauses | Karl Groß, August Hudler                                                         | 1904                           |
|      | Skulptur                                                       | Schloßplatz                                                 | Drei Knaben am Giebel des Ständehauses | August Hudler                                                                    | 1904                           |
|      | Skulptur                                                       | Schloßplatz                                                 | 4 Skulpturen der Tugenden über dem Portal des Ständehauses: Gerechtigkeit und Standhaftigkeit (linke Seite) | Selmar Werner                                                                    | 1904                           |
|      | Skulptur                                                       | Schloßplatz                                                 | 4 Skulpturen der Tugenden über dem Portal des Ständehauses: Wahrheit und Gesetz (rechte Seite) | Selmar Werner                                                                    | 1904                           |
|      | Skulptur                                                       | Schloßplatz                                                 | Skulptur Allegorie Nährstand (Demeter) über dem Portal des Ständehauses | Hans Hartmann-McLean                                                             | 1904                           |
|      | Skulptur                                                       | Schloßplatz                                                 | Skulptur Allegorie Wehrstand (Mars) über dem Portal des Ständehauses | Hans Hartmann-McLean                                                             | 1904                           |
|      | Relief                                                         | Schloßplatz                                                 | Sächsisches Wappen mit Reichsadler am Portal des Ständehauses |                                                                                  |                                |
|      | Skulptur                                                       | Schloßplatz                                                 | Skulptur Atalante im Ständehaus, ehemals im Brühlschen Palais | Lorenzo Mattielli                                                                | 1746                           |
|      | Skulptur                                                       | Schloßplatz                                                 | Skulptur Meleager im Ständehaus, ehemals im Brühlschen Palais | Lorenzo Mattielli                                                                | 1746                           |
|      | Brunnenskulptur                                                | Schloßplatz                                                 | Brunnenskulptur Amphitrite im Ständehaus, ehemals im Brühlschen Palais | Johann Gottfried Knöffler                                                        |                                |
|      | Brunnenskulptur                                                | Schloßplatz                                                 | Brunnenskulptur Neptun im Ständehaus, ehemals im Brühlschen Palais | Johann Gottfried Knöffler                                                        |                                |
|      | Plastik                                                        | Schloßplatz / Brühlsche Terrasse                            | Plastik „Saxonia“ auf dem Turm des Ständehauses | Johannes Schilling                                                               | 1905                           |
|      | Tafel                                                          | Schloßstraße                                                | Gedenktafel an den Aufenthalt von Frédéric Chopin in Dresden, 1835 im Hotel Stadt Gotha | Wilhelm Landgraf (Porträt), Schrift Martin Hänisch (Schrift)                     | 1984                           |
|      | Tafel                                                          | Schloßstraße                                                | Gedenktafel zur Erinnerung an den Dresdner Maiaufstand 1849 und die Barrikade in der Schlossgasse | Martin Hänisch                                                                   |                                |
|      | Skulptur                                                       | Schloßstraße 16 (Lage)                                      | Pöppelmann-Standbild am ehem. Geistlichen Haus | Paul Polte                                                                       |                                |
|      | Tafel                                                          | Schloßstraße 16                                             | Gedenktafel zur Erinnerung an das Geistliche Haus und das Kapellknabeninstitut | Einhart Grotegut (* 1953)                                                        | 2012                           |
|      | Bild                                                           | Schloßstr. / Kanzleihaus (Lage)                             | Marienbild im Innenhof des Kanzleihauses |                                                                                  |                                |
|      | Skulptur                                                       | Schloßstraße                                                | Ritter auf dem Giebel vom Georgentor |                                                                                  | 1890                           |
|      |                                                                | Schloßstr. / Residenzschloss                                | Skulpturen am Residenzschloss, siehe Liste der Skulpturen am Residenzschloss (Dresden) |                                                                                  |                                |
|      | Portal                                                         | Schloßstr. / Residenzschloss                                | Goldenes Tor im Großen Schlosshof, Portal zur Schlosskapelle (Kopie) mit VDMÆ-Inschrift | Hans Walther II mit ital. Bildhauern                                             | 1555–58                        |
|      | Skulptur                                                       | Schützengasse                                               | Sandstein-Skulptur „Gloria“ neben dem Schützenhaus | Philipp von Appen                                                                | 1997                           |
|      | Portal                                                         | Sekundogenitur (Kellereingang)                              | Portal mit Bacchus-Kopf und Wappen (urspr. am Gasthaus „Zum letzten Heller“) |                                                                                  |                                |
|      | Skulptur                                                       | Sidonienstr. (Lage)                                         | Skulptur „Vater mit Kindern“ | Karl Schönherr                                                                   | 1979                           |
|      | Formsteinwand                                                  | Sidonienstr. (Lage)                                         | Formsteinwand zwischen an den Häusern Mosczynskystr. 10 und 12 |                                                                                  |                                |
|      | Portal mit Skulptur                                            | Sidonienstr. 18                                             | Portal mit Skulptur |                                                                                  |                                |
|      | Tafel                                                          | Sophienstr.                                                 | Gedenktafel zur Erinnerung an Friedrich Anton Serre im Glockenspielpavillon im Zwinger |                                                                                  |                                |
|      | Tafel                                                          | Sophienstr.                                                 | Gedenktafel zur Erinnerung an die Errichtung und Erneuerung des Zwinger (Glockenspielpavillon) |                                                                                  |                                |
|      | Tafel                                                          | Sophienstr.                                                 | Gedenktafel zur Erinnerung an die Errichtung und Erneuerung des Zwinger (Glockenspielpavillon) |                                                                                  |                                |
|      | Graffiti                                                       | Sophienstr.                                                 | Graffiti am Zwinger (Glockenspielpavillon): „Keine Minen“ |                                                                                  |                                |
|      | Wappenstein                                                    | Sporergasse, Ecke Schössergasse                             | Wappen am Bose-Haus |                                                                                  |                                |
|      | Skulptur                                                       | Sternplatz                                                  | Stehende | Christian Schulze                                                                | 1977                           |
|      | Skulptur                                                       | Sternplatz                                                  | Portal des AOK-Hauses am Sternplatz | Selmar Werner oder Georg Türke                                                   |                                |
|      | Skulptur                                                       | Sternplatz                                                  | Bauplastiken am AOK-Haus am Sternplatz | Georg Türke                                                                      |                                |
|      | Skulptur                                                       | St. Petersburger Straße / Rathenauplatz (Lage)              | Sandsteinskulptur „Musenstein 9“ des Kunstprojekts „Mnemosyne“ entlang des Kaitzbachverlaufs | Christa Donner                                                                   | 2000                           |
|      | Keramik-Wand                                                   | St. Petersburger Str. 1–3–5 und Pillnitzer Str. 2–4         | Keramik-Wand |                                                                                  |                                |
|      | Wandfries                                                      | St. Petersburger Str. 9                                     | Wandfries (Beton) | Friedrich Kracht, Siegfried Schade                                               | 1970                           |
|      | Skulptur                                                       | St. Petersburger Str. / Lingnerallee (Lage)                 | Beton-Skulptur „Proletarischer Internationalismus“ | Vinzenz Wanitschke                                                               | 1979–82                        |
|      | Formsteinwand                                                  | St. Petersburger Str. 15                                    | Formsteinwand (Beton) | Karl-Heinz Adler, Friedrich Kracht                                               | 1970                           |
|      | Plastik                                                        | St. Petersburger Str. / Lingnerallee                        | Holzplastik „Amalia“ (nicht mehr vorhanden) | André Tempel                                                                     | 2013                           |
|      | Skulptur                                                       | St. Petersburger Str.                                       | Skulptur „Studentische Jugend“ | Wieland Förster                                                                  | 1961–64                        |
|      | Portal                                                         | Taschenberg (Lage)                                          | Portal am Taschenbergpalais |                                                                                  |                                |
|      | Skulptur                                                       | Taschenberg (Lage)                                          | 2 Sandsteinbrunnen am Taschenbergpalais (links) | Gottfried Knöffler, um 1764                                                      | 1764                           |
|      | Skulptur                                                       | Taschenberg (Lage)                                          | 2 Sandsteinbrunnen am Taschenbergpalais (rechts) | Gottfried Knöffler, um 1764                                                      | 1764                           |
|      | Skulptur                                                       | Taschenberg (Lage)                                          | Putten am Eingang zum Taschenbergpalais (Haupteingang) | Gottfried Knöffler, um 1764                                                      | 1764                           |
|      | Skulptur                                                       | Taschenberg (Lage)                                          | Putten am Eingang zum Taschenbergpalais (Nebeneingang) | Gottfried Knöffler, um 1764                                                      | 1764                           |
|      | Skulptur                                                       | Taschenberg                                                 | Giebelfiguren Mars und Minerva im Innenhof des Taschenbergpalais |                                                                                  |                                |
|      | Skulptur                                                       | Taschenberg                                                 | Hermen im Innenhof des Taschenbergpalais |                                                                                  |                                |
|      | Skulptur                                                       | Taschenberg                                                 | Skulptur Große Nike im Innenhof des Taschenbergpalais (nicht mehr vorhanden) | Bernhard Heiliger                                                                | 1956                           |
|      | Plastik                                                        | Taschenberg / Kleine-Brüder-Gasse (Lage)                    | Cholerabrunnen (urspr. auf dem Postplatz) mit 4 Figuren: - Wittekind, Herzog der Sachsen - Bonifatius, Apostel der Deutschen - Johannes der Täufer - Hl. Elisabeth, Landgräfin von Thüringen | Gottfried Semper, Julius Moritz Seelig und Franz Joseph Schwarz (Rekonstruktion) | 1841                           |
|      | Plastik                                                        | Terrassenufer                                               | Bronzeplastik „Stumme Kattrin“ (aus „Mutter Courage“ von Brecht) vor der Schule | Johannes Peschel                                                                 | 1965                           |
|      | Plastik                                                        | Theaterplatz (Lage)                                         | Denkmal für Carl Maria von Weber | Ernst Rietschel, um 1860                                                         | 1860                           |
|      |                                                                | Theaterplatz                                                | Skulpturen an der Kathedrale, siehe Liste der Mattielli-Statuen der Katholischen Hofkirche in Dresden |                                                                                  |                                |
|      |                                                                | Theaterplatz                                                | Skulpturen an der Semperoper, siehe Liste der Skulpturen an der Semperoper |                                                                                  |                                |
|      |                                                                | Theaterplatz                                                | Skulpturen an der Sempergalerie, siehe Liste von Skulpturen, Reliefs und Medaillons an der Sempergalerie |                                                                                  |                                |
|      | Denkmal                                                        | Theaterplatz (Lage)                                         | König-Johann-Denkmal für König Johann von Sachsen | Johannes Schilling                                                               | 1889                           |
|      | Relief                                                         | Theaterplatz                                                | 4 Allegorien an den Kandelaber-Postamenten des König-Johann-Denkmals: Vorderseite mit Wehrkraft (links) und Wissenschaft (rechts) | Johannes Schilling                                                               |                                |
|      | Relief                                                         | Theaterplatz                                                | 4 Allegorien an den Kandelaber-Postamenten des König-Johann-Denkmals: Vorderseite mit Industrie (links) und Kunst (rechts) | Johannes Schilling                                                               |                                |
|      | Relief                                                         | Theaterplatz                                                | Relief am König-Johann-Denkmal: Landwirtschaft (Galerieseite) | Johannes Schilling                                                               |                                |
|      | Relief                                                         | Theaterplatz                                                | Relief am König-Johann-Denkmal: Handel und Verkehr (Elbseite) | Johannes Schilling                                                               |                                |
|      | Relief                                                         | Theaterplatz                                                | Tafel zur Erinnerung an Rudolf Sigismund Blochmann |                                                                                  |                                |
|      | Giebel                                                         | Theaterplatz (Lage)                                         | südlicher Giebel am Italienischen Dörfchen (zum Theaterplatz) |                                                                                  |                                |
|      | Giebel                                                         | Theaterplatz (Lage)                                         | nördlicher Giebel am Italienischen Dörfchen (zur Elbe) |                                                                                  |                                |
|      | Plastik                                                        | Theaterplatz (Lage)                                         | Plastik Truthahn mit Kind am Italienischen Dörfchen | Georg Wrba                                                                       | 1911–13                        |
|      | Skulptur                                                       | Theaterplatz / Sophienstr. (Lage)                           | Giebelfigur Mars an der Altstädter Wache (Schinkelwache) zum Theaterplatz | Franz Pettrich                                                                   | 1830                           |
|      | Skulptur                                                       | Theaterplatz / Sophienstr. (Lage)                           | Giebelfigur Saxonia an der Altstädter Wache (Schinkelwache) zum Schloss | Joseph Herrmann der Jüngere                                                      | 1830                           |
|      | Tafel                                                          | Theaterstraße                                               | Gedenktafel zur Erinnerung an Elsa Fenske (1899–1946) am Stadthaus |                                                                                  |                                |
|      | Tafel                                                          | Tzschirnerplatz                                             | Gedenktafel zur Erinnerung an Carl Gustav Carus am Kurländer Palais | Martin Hänisch                                                                   |                                |
|      | Plastik                                                        | Weiße Gasse                                                 | Gänsediebbrunnen (urspr. am Ferdinandplatz) | Robert Diez                                                                      | 1878                           |
|      | Relief                                                         | Weiße Gasse 2                                               | 4 Pfeiler mit Reliefs von Motiven aus der Tier- und Pflanzenwelt am Haus Weiße Gasse 2 | Wieland Förster, Reinhard Dietrich und Egmar Ponndorf (Ausführung)               | 1961                           |
|      | Supraporte                                                     | Weiße Gasse 4                                               | Relief „Affe und Papagei im Urwald“ am Haus Weiße Gasse 2 | Ernst Grämer                                                                     | 1959                           |
|      | Schlussstein                                                   | Weiße Gasse 5–7                                             | Schlussstein „Frieden“ mit zwei Fischen | unbekannt                                                                        |                                |
|      | Relief                                                         | Weiße Gasse 8                                               | Reliefs „Dresdner Originale“ am Erker des Hauses Weiße Gasse 8 | Hermann Naumann                                                                  | 1956                           |
|      | Tafel                                                          | Wettiner Platz                                              | Gedenktafel zur Erinnerung an die Bücherverbrennung |                                                                                  |                                |
|      | Plastik                                                        | Wettiner Platz / Jahnstr.                                   | Windspiel | Hans-Volker Mixsa                                                                |                                |
|      | Plastik                                                        | Wettiner Platz                                              | Auf der Spitze stehender Würfel vor der Musikhochschule | Landschaftsbüro Kretzschmar                                                      | 2001                           |
|      | Installation                                                   | Wettiner Platz                                              | Installation zur Erinnerung an die ehem. Jakobikirche auf dem Wettiner Platz in Dresden (mit den Bronzetüren von Hans Hartmann-McLean) |                                                                                  |                                |
|      | Skulptur                                                       | Wettiner Platz / Kraftwerk Mitte                            | Zwei Skulpturen „Die Musen“ („Musik“ und „Tanz“) vom 1945 zerstörten Alberttheater in Dresden-Neustadt (aus dem Lapidarium Dresden), jetzt im Kraftwerk Mitte – Staatsoperette |                                                                                  |                                |
|      | Plastik                                                        | Wettiner Platz / Kraftwerk Mitte                            | Bronzefigur „Warten“ | Roland Zigan (* 1970)                                                            | 2005, aufgestellt 2018         |
|      | Tafel                                                          | Wiener Platz / Hauptbahnhof (Lage)                          | Gedenktafel zur Erinnerung an die Ereignisse im Oktober 1989 am Hauptbahnhof |                                                                                  |                                |
|      | Plastik                                                        | Wilsdruffer Str. 5                                          | Löwenausleger an der Löwen-Apotheke in der Wilsdruffer Str. | Max Lachnit                                                                      | 1958                           |
|      | Farbglasbild                                                   | Wilsdruffer Str. 4–6                                        | Glasfenster „Sozialistisches Ungarn“ in der ehemaligen Gaststätte „Szeged“ in der Wilsdruffer Str. | Kurt Sillack, Rudolf Kleemann                                                    | 1962                           |
|      | Relief                                                         | Wilsdruffer Str. 9                                          | Relief am Türsturz mit Tier- und Pflanzenmotiven sowie der Gedenktafel an Prof. Nikolaus Joachim Lehmann am Haus Wilsdruffer Str. 9 |                                                                                  |                                |
|      | Relief                                                         | Wilsdruffer Str. 9                                          | Reliefs „Vogelwiese“ am Erker des Hauses Wilsdruffer Str. 9 | Karl Lüdecke                                                                     | 1956                           |
|      | Relief                                                         | Wilsdruffer Str. 11                                         | Reliefs „Spielende Kinder“ am Erker des Hauses Wilsdruffer Str. 11 | Werner Hempel                                                                    |                                |
|      | Relief                                                         | Wilsdruffer Str. 13                                         | Reliefs „Spielende Kinder“ am Erker des Hauses Wilsdruffer Str. 13 | Werner Hempel                                                                    |                                |
|      | Plastik                                                        | Wilsdruffer Str. / Weiße Gasse                              | Beton-Rutschplastik „Elefant“ im Innenhof Wilsdruffer Str. / Gewandhausstr. | Vinzenz Wanitschke und Johannes Peschel                                          | 1962                           |
|      | Schlussstein                                                   | Wilsdruffer Str. 15                                         | Schlussstein „Schild mit vier Vögeln“ am Haus Wilsdruffer Str. 15 |                                                                                  |                                |
|      | Schlussstein                                                   | Wilsdruffer Str. 17                                         | Schlussstein „Bienenschild mit zwei Eichhörnchen“ am Haus Wilsdruffer Str. 17 |                                                                                  |                                |
|      | Schlussstein                                                   | Wilsdruffer Str. 19                                         | Schlussstein „Schild mit zwei Kindern“ am Haus Wilsdruffer Str. 19 |                                                                                  |                                |
|      | Schlussstein                                                   | Wilsdruffer Str. 21                                         | Schlussstein „Baumkuchen mit 2 Bienen“ am Haus Wilsdruffer Str. 21 |                                                                                  |                                |
|      | Tafel                                                          | Wilsdruffer Str. 25                                         | Gedenktafel an das ehem. Gasthaus „Goldener Engel“ in der Wilsdruffer Straße |                                                                                  |                                |
|      | Aluminiumwand                                                  | Zinzendorfstr. 1                                            | Aluminiumwand |                                                                                  |                                |
|      | Wandelemente                                                   | Zinzendorfstr.                                              | Wandelemente |                                                                                  |                                |
|      | Plastik                                                        | Zirkusstr. (Lage)                                           | Bronzeplastik „Polytechnischer Unterricht“ auf dem Schulhof vor dem Marie-Curie-Gymnasium | Johannes Peschel                                                                 | 1960–61                        |
|      | Wandbild                                                       | Zirkusstr.                                                  | Wandbild „12. April 1961“ am Marie-Curie-Gymnasium in Erinnerung an den ersten bemannten Weltraumflug | Alfred Hesse                                                                     | 1960–61, 2009 Restauration     |